# مارشال هرسکوویتز
مارشال هرسکوویتز (انگلیسی: Marshall Herskovitz؛ زادهٔ ۲۳ فوریهٔ ۱۹۵۲) کارگردان فیلم، فیلم‌نامه‌نویس، تهیه‌کننده فیلم، و تهیه‌کننده تلویزیونی اهل ایالات متحده آمریکا است. وی از سال ۱۹۷۶ میلادی تاکنون مشغول فعالیت بوده‌است.
از فیلم‌ها یا مجموعه‌های تلویزیونی که وی در آن‌ها نقش داشته‌است، می‌توان به قاچاق، آخرین سامورایی، الماس خونین، من سم هستم، زیبایی خطرناک، جک خرس، به اصطلاح زندگی من، آدم‌کش آمریکایی، افسانه‌های خزان، جک ریچر: هرگز بازنگرد، دیوار بزرگ، نشویل و زن جلو می‌رود اشاره نمود. او همچنین تهیه‌کنندهٔ اجرایی فیلم‌های دعوت به جنگ، درباره الکس و پسران ابو غریب بود و در فیلم اقدامات ناامیدکننده هم به‌عنوان هنرپیشه ظاهر شد.
وی همچنین برندهٔ جوایزی همچون جوایز امی ساعات پربیننده، جایزه انجمن کارگردانان آمریکا و جایزه انجمن نویسندگان آمریکا شده‌است.